# Tisnaren
Tisnaren er en   sø der ligger  på grænsen mellem de svenske landskaper Östergötland og Södermanland. Den er beliggende 44 meter over havet og er 39 km² stor. Den deles mellem kommunerne Finspång, Katrineholm og Vingåker. Tisnaren afvandes via Forsaån til Viren og indgår i Nyköpingsåns vandsystem. Søens omgivelser består af et kuperet og svært tilgængeligt terræn. Der er ingen større byer omkring søen. Tisenö er den største ø i Tisnaren og har en fastboende befolkning.
1910-15 byggedes den 17,5 kilometer lange Tisnare kanal for at forenkle fragt af gods til jernbanestationen ved Ändebol, som ligger på Södermanlandssiden af grænsen mellem Södermanland og Östergötland.
For at beskytte  Tisnaren og de tilgrænsende vådområder er der oprettet en forening, Föreningen Rädda Tisnaren. 
58°56′45″N 15°56′35″Ø / 58.94583°N 15.94306°Ø